# Bernard Toone
Bernard Toone (Yonkers, Nueva York; 14 de julio de 1956-Yonkers, 11 de julio de 2022) fue un jugador de baloncesto estadounidense que jugó una temporada en la NBA, además de hacerlo en la liga italiana y la liga venezolana. Con 2,05 metros de estatura, lo hizo en la posición de ala-pívot.

## Trayectoria deportiva

### Universidad
Jugó durante tres temporadas con los Golden Eagles de la Universidad Marquette, en las que promedió 9,5 puntos y 4,1 rebotes por partido. En 1977 consiguió el título de campeón de la NCAA tras derrotar a North Carolina en la final. En su última temporada, tras promediar 18,7 puntos y 6,6 rebotes, fue incluido en el cuarto quinteto All-American por la Asociación Nacional de Entrenadores de Baloncesto.

### Profesional
Fue elegido en la trigésimo séptima posición del Draft de la NBA de 1979 por Philadelphia 76ers, donde no contó con la confianza de su entrenador Billy Cunningham, participando en 23 partidos en los que promedia 2,4 puntos y 1,5 rebotes. A pesar de ello, participa en las Finales de 1980, donde cayeron derrotados por Los Angeles Lakers.
Al año siguiente se marchó a jugar al Latte Matese Caserta de la Serie A2 italiana, donde en su única temporada promedia 18,7 puntos y 9,4 rebotes por partido. Acabó su carrera profesional jugando una temporada en los Gaiteros del Zulia de la liga venezolana.
El 11 de julio de 2022 se comunicó su fallecimiento, sin que conste la fecha exacta en los medios.

## Estadísticas de su carrera en la NBA

### Temporada regular
| Temporada | Edad | Equipo             | Liga | P  | TIT | MIN | TC  | TCA | %TC  | 3P  | 3PA | %3P  | TL  | TLA | %TL  | R.OF. | R.DEF. | REB | ASIS | ROB | TAP | PER | FP  | PTS |
| 1979-80   | 23   | Philadelphia 76ers | NBA  | 23 |     | 5.4 | 1.0 | 2.8 | .359 | 0.0 | 0.3 | .143 | 0.3 | 0.4 | .800 | 0.5   | 1.0    | 1.5 | 0.5  | 0.2 | 0.2 | 0.7 | 0.9 | 2.4 |
| Total     |      |                    | NBA  | 23 |     | 5.4 | 1.0 | 2.8 | .359 | 0.0 | 0.3 | .143 | 0.3 | 0.4 | .800 | 0.5   | 1.0    | 1.5 | 0.5  | 0.2 | 0.2 | 0.7 | 0.9 | 2.4 |

### Playoffs
| Temporada | Edad | Equipo             | Liga | P | MIN | TCA | TC | 3PA | 3P | TLA | TL | R.OF. | REB | ASIS | ROB | TAP | PER | FP | PTS | %TC  | %3P  | %FT | MIN | PTS | REB | AST |
| 1979-80   | 23   | Philadelphia 76ers | NBA  | 4 | 6   | 0   | 4  | 0   | 1  | 0   | 0  | 0     | 1   | 1    | 0   | 0   | 0   | 1  | 0   | .000 | .000 |     | 1.5 | 0.0 | 0.3 | 0.3 |
| Total     |      |                    | NBA  | 4 | 6   | 0   | 4  | 0   | 1  | 0   | 0  | 0     | 1   | 1    | 0   | 0   | 0   | 1  | 0   | .000 | .000 |     | 1.5 | 0.0 | 0.3 | 0.3 |